# Pietro Garlato
Pietro Garlato, né le 10 janvier 1928 à  Udine,  en Italie,
et mort le 29 avril 2013,  est un prélat catholique italien.

## Biographie
Pietro Garlato est ordonné prêtre en 1951. En 1986 il est nommé évêque  de Palestrina  et en 1991 évêque de Tivoli. Il prend sa retraite en 2003.